# János Szabó (piłkarz)
János Szabó (ur. 11 lipca 1989 w Szekszárdzie) – węgierski piłkarz grający na pozycji lewego obrońcy. Od 2011 jest zawodnikiem klubu Paksi FC.

## Kariera klubowa
Swoją karierę piłkarską Szabó rozpoczął w klubie Paksi FC. W 2008 roku awansował do pierwszego zespołu Paksi. 7 marca 2009 zadebiutował w jego barwach w pierwszej lidze węgierskiej w zremisowanym 0:0 domowym meczu z Kaposvári Rákóczi FC. W sezonie 2010/2011 wywalczył wicemistrzostwo Węgier oraz zdobył Puchar Ligi Węgierskiej.
Latem 2011 Szabó został wypożyczony do BFC Siófok. W nim zadebiutował 9 września 2011 w zremisowanym 0:0 domowym spotkaniu z Debreceni VSC. W Siófoku spędził sezon. W 2012 roku wrócił do Paksi FC.
| Sezon   | Klub       | Kraj  | Rozgrywki | Mecze | Bramki |
| ------- | ---------- | ----- | --------- | ----- | ------ |
| 2008/09 | Paksi FC   | Węgry | NB I      | 13    | 1      |
| 2009/10 | Paksi FC   | Węgry | NB I      | 20    | 0      |
| 2010/11 | Paksi FC   | Węgry | NB I      | 15    | 0      |
| 2011/12 | Paksi FC   | Węgry | NB I      | 14    | 0      |
| 2011/12 | BFC Siófok | Węgry | NB I      | 10    | 2      |
| 2012/13 | Paksi FC   | Węgry | NB I      | 25    | 0      |
| 2013/14 | Paksi FC   | Węgry | NB I      | 26    | 1      |
| 2014/15 | Paksi FC   | Węgry | NB I      | 7     | 0      |
| 2015/16 | Paksi FC   | Węgry | NB I      |       |        |

## Kariera reprezentacyjna
Szabó grał w młodzieżowych reprezentacjach Węgier. W 2009 roku wystąpił z reprezentacją Węgier U-20 na Mistrzostwach Świata U-20. Zajął na nich 3. miejsce i był podstawowym zawodnikiem.
W dorosłej reprezentacji Węgier Szabó zadebiutował 22 maja 2014 w zremisowanym 2:2 towarzyskim meczu z Danią, rozegranym w Debreczynie. W 57. minucie tego meczu zmienił Mihály'ego Korhuta.